# Ник Кириос
Николас Хилми Кириос (енгл. Nicholas Hilmy Kyrgios, грч. Νίκος Κύργιος; 27. април 1995) аустралијски је тенисер. Освојио је Отворено првенство Аустралије 2013. за јуниоре у појединачној конкуренцији и Вимблдон 2013. за јуниоре у конкуренцији парова.

## Приватан живот
Николас Хилми Кириос рођен је у Канбери у Аустралији као најмлађи син Грка Јоргоса и Малајке Норлајле. Његов старији брат Христос је адвокат, а сестра Халима глумица. Кириос је похађао колеџ Радфорд до своје осме године, а средњу школу завршио је 2012. године на колеџу Дарамалан у Канбери.

## Јуниорска каријера
| Гренд слем турнири за јуниоре |     |      |     |      |
| Отворено првенство Аустралије | 3К  | 2К   | П   | 9:2  |
| Отворено првенство Француске  | А   | 2К   | 2К  | 2:2  |
| Вимблдон                      | 1К  | ЧФ   | 3К  | 5:3  |
| Отворено првенство САД        | А   | ЧФ   | А   | 3:1  |
| Победе:порази                 | 2:2 | 11:5 | 9:2 | 22:9 |

## Гренд слем финала

### Појединачно: 1 (0:1)
| Исход     | Бр. | Година | Турнир   | Подлога | Противник     | Резултат                |
| --------- | --- | ------ | -------- | ------- | ------------- | ----------------------- |
| Финалиста | 1.  | 2022.  | Вимблдон | Трава   | Новак Ђоковић | 6:4, 3:6, 4:6, 6:7(3:7) |

### Парови: 1 (1:0)
| Исход    | Бр. | Година | Турнир        | Подлога | Партнер          | Противници              | Резултат |
| -------- | --- | ------ | ------------- | ------- | ---------------- | ----------------------- | -------- |
| Победник | 1.  | 2022.  | ОП Аустралије | Тврда   | Танаси Кокинакис | Метју Ебден Макс Персел | 7:5, 6:4 |

## Финала АТП мастерс 1000 серије

### Појединачно: 1 (0:1)
| Исход     | Бр. | Година | Турнир    | Подлога | Противник       | Резултат |
| --------- | --- | ------ | --------- | ------- | --------------- | -------- |
| Финалиста | 1.  | 2017.  | Синсинати | Тврда   | Григор Димитров | 3:6, 5:7 |

## АТП финала

### Појединачно: 11 (7:4)
| Легенда                        |
| ------------------------------ |
| Гренд слем турнири (0:1)       |
| Завршно првенство сезоне (0:0) |
| АТП мастерс 1000 (0:1)         |
| АТП 500 (4:1)                  |
| АТП 250 (3:1)                  |

| Финала по подлози |
| ----------------- |
| Тврда (7:2)       |
| Шљака (0:1)       |
| Трава (0:1)       |

| Финала по локацији |
| ------------------ |
| Отворено (6:4)     |
| Дворана (1:0)      |

| Исход     | Бр. | Датум             | Турнир                 | Подлога   | Противник         | Резултат                |
| --------- | --- | ----------------- | ---------------------- | --------- | ----------------- | ----------------------- |
| Финалиста | 1.  | 3. мај 2015.      | Каскаис, Португал      | Шљака     | Ришар Гаске       | 3:6, 2:6                |
| Победник  | 1.  | 21. фебруар 2016. | Марсеј, Француска      | Тврда (д) | Марин Чилић       | 6:2, 7:6(7:3)           |
| Победник  | 2.  | 7. август 2016.   | Атланта, САД           | Тврда     | Џон Изнер         | 7:6(7:3), 7:6(7:4)      |
| Победник  | 3.  | 9. октобар 2016.  | Токио, Јапан           | Тврда     | Давид Гофан       | 4:6, 6:3, 7:5           |
| Финалиста | 2.  | 20. август 2017.  | Синсинати, САД         | Тврда     | Григор Димитров   | 3:6, 5:7                |
| Финалиста | 3.  | 8. октобар 2017.  | Пекинг, Кина           | Тврда     | Рафаел Надал      | 2:6, 1:6                |
| Победник  | 4.  | 7. јануар 2018.   | Бризбејн, Аустралија   | Тврда     | Рајан Харисон     | 6:4, 6:2                |
| Победник  | 5.  | 3. март 2019.     | Акапулко, Мексико      | Тврда     | Александар Зверев | 6:3, 6:4                |
| Победник  | 6.  | 4. август 2019.   | Вашингтон, САД         | Тврда     | Данил Медведев    | 7:6(8:6), 7:6(7:4)      |
| Финалиста | 4.  | 10. јул 2022.     | Вимблдон, В. Британија | Трава     | Новак Ђоковић     | 6:4, 3:6, 4:6, 6:7(3:7) |
| Победник  | 7.  | 7. август 2022.   | Вашингтон, САД (2)     | Тврда     | Јошихито Нишиока  | 6:4, 6:3                |

### Парови: 4 (4:0)
| Легенда                        |
| ------------------------------ |
| Гренд слем турнири (1:0)       |
| Завршно првенство сезоне (0:0) |
| АТП мастерс 1000 (0:0)         |
| АТП 500 (1:0)                  |
| АТП 250 (2:0)                  |

| Финала по подлози |
| ----------------- |
| Тврда (3:0)       |
| Шљака (1:0)       |
| Трава (0:0)       |

| Финала по локацији |
| ------------------ |
| Отворено (4:0)     |
| Дворана (0:0)      |

| Исход    | Бр. | Датум            | Турнир              | Подлога | Партнер          | Противници                  | Резултат         |
| -------- | --- | ---------------- | ------------------- | ------- | ---------------- | --------------------------- | ---------------- |
| Победник | 1.  | 26. мај 2018.    | Лион, Француска     | Шљака   | Џек Сок          | Роман Јебави Матве Миделкоп | 7:5, 2:6, [11:9] |
| Победник | 2.  | 29. јануар 2022. | Мелбурн, Аустралија | Тврда   | Танаси Кокинакис | Метју Ебден Макс Персел     | 7:5, 6:4         |
| Победник | 3.  | 1. август 2022.  | Атланта, САД        | Тврда   | Танаси Кокинакис | Џејсон Кублер Џон Пирс      | 7:6(7:4), 7:5    |
| Победник | 4.  | 8. август 2022.  | Вашингтон, САД      | Тврда   | Џек Сок          | Иван Додиг Остин Крајичек   | 7:5, 6:4         |

## Остала финала

### Тимска такмичења: 5 (1:4)
| Исход  | Бр. | Датум                  | Турнир                         | Подлога   | Партнер(ка)                                                                           | Противници                                                                                            | Резултат | Извор  |
| ------ | --- | ---------------------- | ------------------------------ | --------- | ------------------------------------------------------------------------------------- | --- | -------- | ------ |
| Победа | 1.  | 9. јануар 2016.        | Перт, Аустралија               | Тврда (д) | Дарја Гаврилова                                                                       | Елина Свитолина Александар Долгополов                                                                 | 2:0      | [ 11 ] |
| Пораз  | 1.  | 22–24. септембар 2017. | Лејвер куп, Праг, Чешка        | Тврда (д) | Тим Света: Сем Квери Џон Изнер Џек Сок Денис Шаповалов Франсис Тијафо                 | Тим Европе: Рафаел Надал Роџер Федерер Александар Зверев Марин Чилић Доминик Тим Томаш Бердих         | 9:15     | [ 12 ] |
| Пораз  | 2.  | 21–23. септембар 2018. | Лејвер куп, Чикаго, САД        | Тврда (д) | Тим Света: Кевин Андерсон Џон Изнер Дијего Шварцман Џек Сок Франсис Тијафо            | Тим Европе: Роџер Федерер Новак Ђоковић Александар Зверев Григор Димитров Давид Гофен Кајл Едмунд     | 8:13     | [ 13 ] |
| Пораз  | 3.  | 20–22. септембар 2019. | Лејвер куп, Женева, Швајцарска | Тврда (д) | Тим Света: Џон Изнер Милош Раонић Тејлор Фриц Денис Шаповалов Џек Сок                 | Тим Европе: Рафаел Надал Роџер Федерер Доминик Тим Александар Зверев Стефанос Циципас Фабио Фоњини    | 11:13    | [ 14 ] |
| Пораз  | 4.  | 24–26. септембар 2021. | Лејвер куп, Бостон, САД        | Тврда (д) | Тим Света: Феликс Оже-Алијасим Денис Шаповалов Дијего Шварцман Рајли Опелка Џон Изнер | Тим Европе: Данил Медведев Стефанос Циципас Александар Зверев Андреј Рубљов Матео Беретини Каспер Руд | 1:14     | [ 15 ] |